# Комедія
Коме́дія (дав.-гр. κωμῳδία kōmōidía, від κῶμος kômos ‘веселощі, весела процесія’ та ᾠδή ōidḗ ‘спів’) — драматичний твір, у якому засобами гумору та сатири викриваються негативні суспільні та побутові явища, розкривається смішне в навколишній дійсності людини чи живої істоти

## Характерні ознаки комедії
За принципом організації сценічної дії розрізняють:
- комедії положень, засновані на хитромудрій інтризі;
- характерів або вдач — на осміянні гіпертрофованих людських вдач, ідей.

За характером розрізняють:
- сатиричну,
- гумористичну,
- трагікомедію,
- комедію дель арте.

Пафос комічності виникає тоді, коли автор свідомо занижує свої дійові особи до певного середнього рівня, що існує в суспільному житті. Не маючи належних позитивних якостей, дійові особи комедійних творів, однак, претендують на певну значущість у родині, середовищі друзів тощо. Їм притаманне ілюзорне бачення дійсності, вони завжди прагнуть розв'язати свої проблеми способами, які не підходять у цьому випадку, оскільки вступають у протиріччя з об'єктивними законами суспільного розвитку.

## Історія жанру комедії
Комедія як жанр зародилася в Стародавній Греції. Її теоретичне обґрунтування запровадив Аристотель. Про природу комічного він писав у своїй «Поетиці»: «Комедія — це відтворення гірших людей, але не у всій їх порочності, а в кумедному вигляді певна помилка чи потурання, що не завдає страждання і шкоди». Одним із найвидатніших драматургів тієї пори був Аристофан, якому належать комедії «Ахарняни», «Мир», «Лісістрата», «Вершники», «Птахи». Пізніше в літературі античного Риму помітне місце посідав Плавт.
В історії світової літератури є чимало блискучих комедій, написаних у різні часи представниками різних народів. У 16-17 ст. комедія домінувала в іспанській літературі. Автору «Дон Кіхота» М. де Сервантесу належить крутійська комедія «Педро де Урделамас». Дуже популярними були комедії Л. де Вега та Кальдерона де ла Барки.
Вершиною комедійних здобутків епохи Відродження стали твори англійського драматурга В. Шекспіра. Уже ранні його комедії («Комедія помилок», «Приборкання норовливої», «Два веронці») будуються як любовні історії романтичного характеру з пригодами, переодяганнями, непорозуміннями, смішною плутаниною. Ці риси посилюються у наступних його творах («Сон літньої ночі», «Багато галасу з нічого», «Дванадцята ніч», «Кінець діло хвалить» тощо).
Найвищого розквіту в добу класицизму комедія досягла в творчості Ж.-Б. Мольєра («Тартюф», «Дон Жуан», «Мізантроп»). Пафос його п'єс спрямований на висміювання цинізму, лицемірства, егоїзму, духовної деградації суспільства й окремої особистості, що приховуються за зовні пристойною респектабельністю та побожністю. П'єси Мольєра вважаються за жанром високою комедією. В епоху Просвітництва слави неперевершеного комедіографа зажив П. Бомарше («Севільський цирульник», «Шалений день, або Весілля Фігаро», «Злочинна мати»).

## Комедія в українській літературі
Джерела української комедії — в інтермедійній частині шкільної драми та вертепу 17-18 ст. Як і в найкращих зразках європейської комедії, у центрі уваги національних авторів першої половини 19 ст.: Котляревського («Москаль-чарівник»), Г. Квітки-Основ'яненка («Сватання на Гончарівці»), Котлярова («Любка») — опиняється родинне життя героїв, їх побутові взаємини. Потворні явища дійсності, розвінчання неуцтва, тупості, здирства та крутійства, моральної деградації дворянства втілені в комічних творах Г. Квітки-Основ'яненка, написаних російською мовою («Приезжий из столицы, или Суматоха в уездном городе», «Дворянские выборы», «Шельменко-денщик», «Шельменко — волостной писарь»).
У другій половині 19 ст. з'явилися комедії, які розкривали життя та побут українського народу в нових суспільно-історичних умовах («За двома зайцями» Старицького, «Мартин Боруля», «Сто тисяч», «Хазяїн» Карпенко-Карого, «Чмир», «Мамаша» Кропивницького, «Майстер Черняк» Франка).
Традиції української комедійної класики були продовжені в літературі 20 ст. Одна з перших комедій цього часу — «Рожеве павутиння» Я. Мамонтова. Вершини розвитку комедія досягла у творчості М. Куліша («Отак загинув Гуска», «Хулій Хурина», «Мина Мазайло»). В літературі останніх десятиліть комедія представлена в творчості О. Коломійця («Фараони»), О. Підсухи («Ясонівські молодиці»), Я. Стельмаха («Вікентій Прерозумний»), В. Минка («Жених із Аргентини»).
У сучасній українській і світовій літературах комедія набула ряду нових жанрових модифікацій: трагікомедія (Л. Піранделло, Ж. Ануй), трагіфарс (Е. Йонеско), комічна алегорія (Є. Шварц), комедія-притча (В. Минко).

## Походження комедії
Хоч яким парадоксальним це може видатися на перший погляд, але таких два діаметрально протилежних явища, як, з одного боку, трагедія (театральна вистава вкрай похмурої тональності) і, з другого боку, комедія (весела, смішна театральна вистава) дослідники пов'язують зі спільним для цих літературних жанрів джерелом — Діонісійськими святами. Як же могло трапитися, що на тому самому святі на честь бога Діоніса «з журбою радість обнялась»?
Релігієзнавці це легко пояснюють. Закодованим сенсом першої частини Діонісіїв було відтворення печалі еллінів з приводу відсутності Діоніса. Цьому настроєво відповідала тональність трагедії. Проте тим більшою була радість еллінів, коли бог родючості нарешті повертався до Еллади (тобто наставала весна і природа оживала). Цю радість необхідно було не просто висловити, а й акцентовано підкреслити — а цьому відповідала тональність веселої вистави — комедії.
Слово «комедія» походить від двох коренів: «kommos» — «ряжені, натовп людей напідпитку» та «ode» — «пісня». І дійсно, елліни, які так сумували в першій частині свят на честь Діоніса, на другій (веселій) частині цього свята бурхливо раділи, співали, жартували, причащалися вином — дарунком Діоніса, котрий був ще й богом виноробства. Звісно, в такому збудженому стані вони дозволяли собі різні жарти, зокрема й не зовсім пристойні. Саме тут витоки майбутнього ставлення до трагедії як до «високого» жанру, а до комедії — як до жанру «низького».
Ще одним джерелом комедії називають т. зв. фалічні пісні. Вони також виконувалися під час весняних сільських свят родючості, і тональністю нагадували вже згадану пісню комосу. До слова, термін «комедія» іноді тлумачать ще й як «сільська пісня».
Наступним джерелом комедії вважають викривальні куплети, які виконували зазвичай бідні мешканці сіл і полісів уночі, зміненими голосами (аби уникнути помсти) ні відстані чутності біля помешкань тих, хто їх чимось образив. Іноді ці виконавці були талановитими промовцями, а їхні пісні досягали мети — «виховували» людей. Тож згодом урядовці Еллади почали заохочувати таких самородків до створення комедій, адже, як уже зазначалося, драма в Елладі вважалася важливим засобом виховання демосу.
Арістотель визначив комедію як «наслідування поганим людям, проте не в усіх їхніх вадах, а в смішному вигляді» («Поетика», р. V). Найбільшого розквіту еллінська комедія досягла в Афінах (в Аттиці), тому її називають аттичною комедією. Учені поділяють її на ранню (Арістофан), середню (майже не збереглася) та нову (Менандр). Давню аттичну комедію за характером її тематики та проблематики називають політичною.

## Особливості давньої комедії
Давня аттична комедія як в античній, так і у світовій драматургії є надзвичайно оригінальним і неповторним явищем. То був жанр, який потім вже ніколи не відроджувався.
Давня комедія здебільшого відмовляється від міфологічних сюжетів і розробляє теми, підказані навколишнім життям. Очевидно, не було такого соціально-політичного конфлікту чи гострої проблеми, що залишилися б поза увагою комедійних поетів. Саме тому цю комедію ще називають політичною.
Вона була сатирично загостреною і з величезною сміливістю та уїдливістю критикувала не тільки окремих осіб, верхівку суспільства — стратегів, інших урядових осіб та навіть вождів Афінської держави.
Персонажі цієї комедії постають не міфічними чи легендарними героями, а звичайними смертними, представниками всіх соціальних верств афінського суспільства. Характерно, що майже в усіх комедіях поряд з вигаданими дійовими особами з'являються історичні діячі, філософи, письменники.
Загальним тлом комедії, на якому розвивається вся її дія, завжди є якась нереальна, фантастична ситуація. Вона водночас була і комічною, що відповідало жанрові й наче готувало глядачів до сприйняття всієї комедії.
Навіть найсерйозніші думки в комедії мають жартівливу форму, також на вимогу жанру. Часом це викликає певні утруднення для сприйняття якоїсь думки, оскільки за комізмом ситуації чи навіть агону окремі міркування автора губляться і втрачають необхідну чіткість. Проте головна ідея комедії настільки прозора за своїм змістом і зрозуміла, що коментувати її чи розтлумачувати не було необхідності. Роз'яснень потребували лише ті випадки, коли виникали якісь реалії чи ситуації, котрі в пізніші часи стали вже малозрозумілими.